# Euheptaulacus villosus
Euheptaulacus villosus är en skalbaggsart som beskrevs av Leonard Gyllenhaal 1806. Euheptaulacus villosus ingår i släktet Euheptaulacus och familjen Aphodiidae. Inga underarter finns listade i Catalogue of Life.